# Hong Ling (Genetiker)
Hong Ling (chinesisch: 红凌, Pinyin: Hóng Líng, * 27. November 1966 in Wuhan, Hubei; † 7. Februar 2020 ebenda) war ein chinesischer Genetiker, Professor und Doktorvater an der Universität für Wissenschaft und Technik Zentralchina.

## Biografie
Hong studierte an der Universität Wuhan Biologie, wo er im Juli 1987 seinen Bachelor-Abschluss machte. Im Dezember 1994 schloss er sein Studium an der University of Arizona mit einem Doktortitel in Biochemie ab. Nach seinem Abschluss begann er seine Karriere als Biochemiker am Department of Molecular & Cell Biology (MCB) der University of California, Berkeley. Seit März 2007 war er Professor für Molekularbiologie an der School of Life Science and Technology der Huazhong University of Science and Technology. Er untersuchte schwere und seltene menschliche Krankheiten, wobei er sowohl menschliche Probanden als auch Modellorganismen wie Drosophila und Mäuse verwendete.

### Tod
Während der COVID-19-Pandemie in China infizierte sich Hong mit dem Coronavirus. Am 7. Februar 2020 starb er im Wuhan Union Hospital an den Folgen der Infektion.